# Dycladia pseudocorrebioides
Dycladia pseudocorrebioides är en fjärilsart som beskrevs av Forster 1949. Dycladia pseudocorrebioides ingår i släktet Dycladia och familjen björnspinnare. Inga underarter finns listade i Catalogue of Life.